# Обыкновенный павлин
Павли́н, или инди́йский павли́н, или обыкновенный павлин (лат. Pavo cristatus), — наиболее многочисленный вид павлинов. Является монотипическим видом, то есть не подразделяется на подвиды, однако имеет целый ряд цветовых морф (мутаций). Одомашнен человеком.

## Общая характеристика
|  |
|  |

|               |
| Голос павлина |

Характерным признаком самца является сильное развитие верхних кроющих перьев, ошибочно принимаемых за хвост.
Длина тела 100—125 см, хвоста 40—50 см, удлинённых, украшенных «глазками» перьев надхвостья 120—160 см. Самец весит 4—4,25 кг.
Голова, шея и часть груди синие, спина зелёная, низ тела чёрный. Самка мельче, окрашена скромнее и не имеет удлинённых перьев надхвостья.

## Размножение

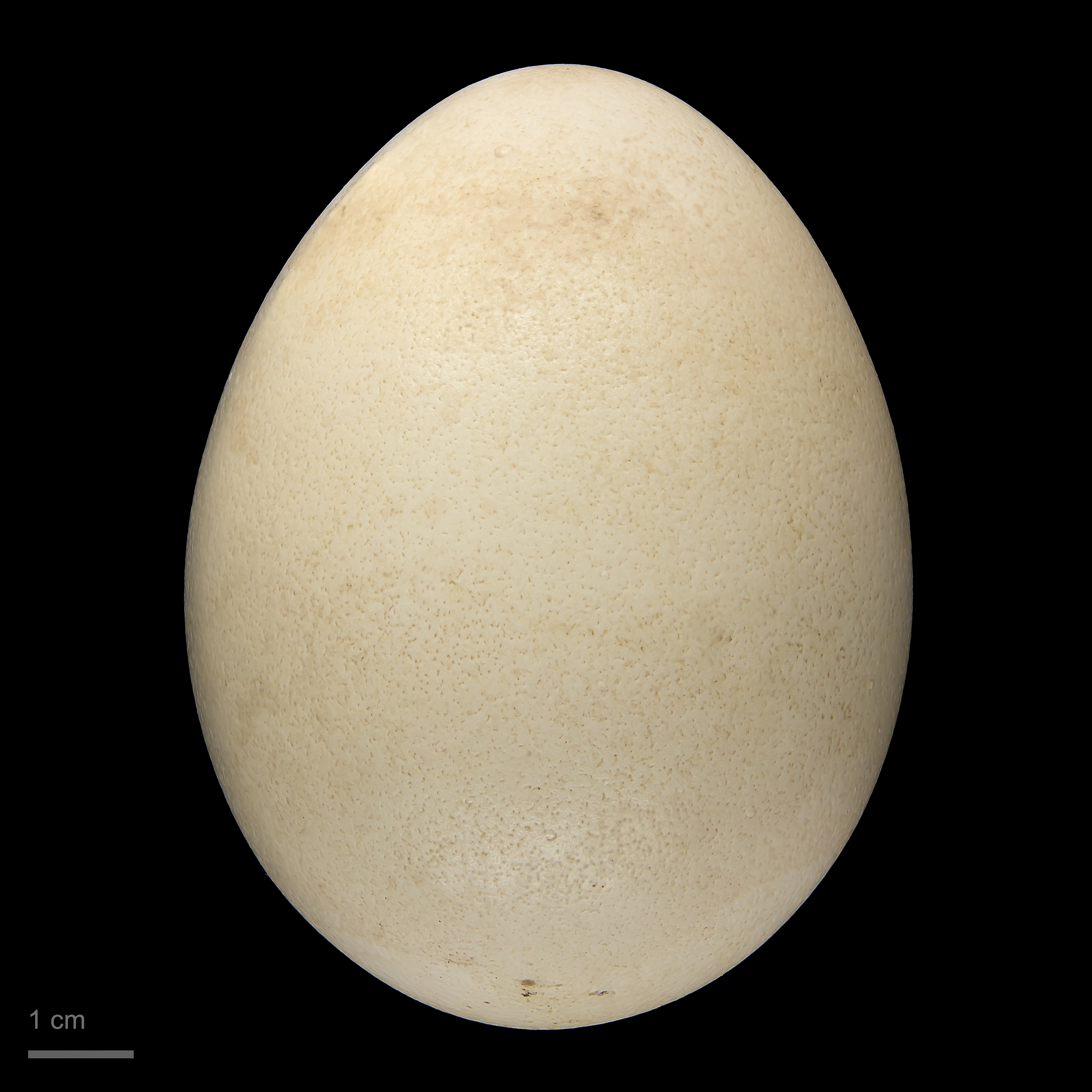
Яйцо Pavo cristatus, Тулузский музей

Полигамная птица: самец живёт с группой из 3—5 самок. Половой зрелости достигает в 2—3 года. Сезон размножения — с апреля по сентябрь.
Кладёт прямо на землю 4—10 яиц, в неволе делает до трёх кладок в год. Период инкубации яиц — 28 дней.
Молодой самец от одного года до 1,5 лет носит наряд, аналогичный наряду самки, а типичные взрослые перья в полной мере развиваются у него лишь в возрасте трёх лет.
Продолжительность жизни — около 20 лет.

## Распространение
Широко распространён в Бангладеше, Непале, Пакистане, Индии и Шри-Ланке, а также в Иране на высоте до 2000 м над уровнем моря. Обитает в джунглях и лесистых местностях, на культивируемых землях и вблизи деревень, предпочитая заросли кустарников, лесные вырубки и берега рек.

## Люди и обыкновенный павлин

### История одомашнивания
Павлин снискал известность в искусстве, легендах, литературе и религии на протяжении более 3000 лет. Одомашнен в Индии, представлен в индийской мифологии, с 1963 года является национальной птицей Индии. Во многих местностях Индии павлин считается священной птицей и ставится под покровительство жрецов, а Будда часто изображается верхом на павлине. Павлин посвящён богу Кришне.
В течение многих столетий павлин разводится в неволе и упоминается в истории Древнего Египта, Ассирии, Аравии, Вавилона, Рима и Греции. Изначально павлинов содержали из-за красоты самцов, которые считались символом богатства и власти. В X веке до н. э. обыкновенный павлин был ввезён Соломоном в Палестину, однако историки полагают, что это мог быть и яванский вид. Финикийцы доставляли павлина в Египет и Малую Азию.
Армии Александра Македонского многократно завозили павлина среди других трофеев в Европу. В греческой мифологии он является любимой птицей Геры, в святилище которой, на острове Самосе, он появляется, по священной легенде названного храма, впервые на греческой земле. Отсюда павлин распространился по другим странам Запада, а может быть, и Передней Азии; все азиатские названия павлина заимствованы из греческого языка. Павлин упоминается в древнегреческой пьесе «Птицы» Аристофана и в одной из басен Эзопа.
Как в Греции, так и у римлян эта птица являлась предметом всеобщего удивления и роскоши и считалась священной, что не мешало, однако, употреблению павлиньего мяса в пищу. Спрос на этих птиц вызвал особую отрасль в сельском хозяйстве, представлявшую вначале некоторые трудности. Маленькие острова, окружающие Италию и доставлявшие несомненные удобства для разведения птиц, обратились в павлиньи острова, и к концу II века Рим был переполнен ими. Павлинов в Риме было даже больше, чем перепелов, отчего, повествует Антифан, «цены на них очень упали».
Скорее всего, в варварскую Европу эта птица пришла из Рима, а не из Греции или с Востока. Ранние христиане почитали павлина в качестве символа воскрешения Христа.
В религии езидов глава ангелов Малак Тавус изображается в виде павлина.
В Китай и Японию павлин попал, по меньшей мере, в XII веке, когда китайские купцы достигли восточного побережья Малайского полуострова.
В XIX веке павлины, импортированные в Мексику, одичали. Интродуцированных и одичавших павлинов можно также встретить в США (Калифорния, Флорида, Гавайи), Новой Зеландии, на Багамских и многих островах у побережья Австралии. За время доместикации павлин слегка увеличил живую массу и стал несколько ниже на ногах.
Обыкновенный павлин неофициально является национальной птицей Индии.

### Павлины в домашнем хозяйстве
Павлиньи перья с древних времён составляли предмет промысла. Средневековые рыцари использовали павлиньи перья для украшения шлемов и шляп, девушки использовали перья для украшений. На больших пирах подавали на стол жареных павлинов во всей красе их перьев (этот обычай удержался до XVI века, хотя павлинье мясо довольно невкусное) и французские рыцари произносили над ними обеты.
Традиция выращивать павлинов для удовлетворения богатых гурманов продолжалась в Европе, пока павлин постепенно не стал вытесняться индейкой после открытия Америки в конце XV века. В прошлом в пищу употреблялись также павлиньи яйца.
К началу XX века павлинов держали для украшения птичьих дворов и парков сравнительно редко, так как считалось, что их неприятный голос и причиняемые ими убытки в садах не соответствуют удовольствию, доставляемому его видом. В настоящее время часто содержат как декоративную птицу; в Индии — в полудомашнем состоянии.
В неволе павлин не особенно плодовит, всегда сохраняет известную долю самостоятельности, плохо уживается с остальной домашней птицей, но прекрасно выдерживает даже довольно суровый холод, мало страдая от снега.
В Индии охота на павлинов запрещена законом, однако браконьеры добывают их ради красивых перьев, а также мяса, которое при продаже смешивается с курятиной или индюшатиной.

Обыкновенные павлины, разводимые в условиях неволи
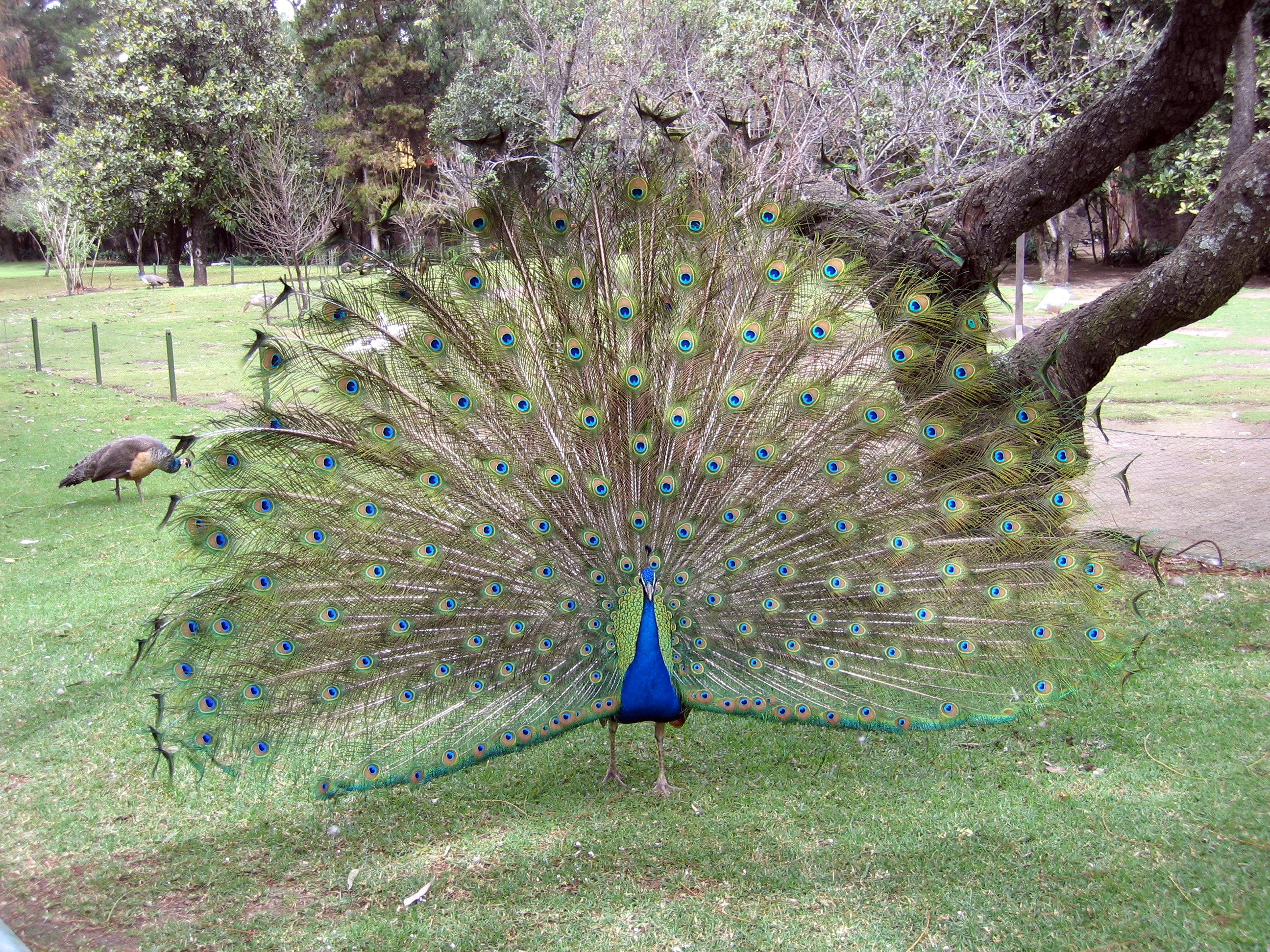
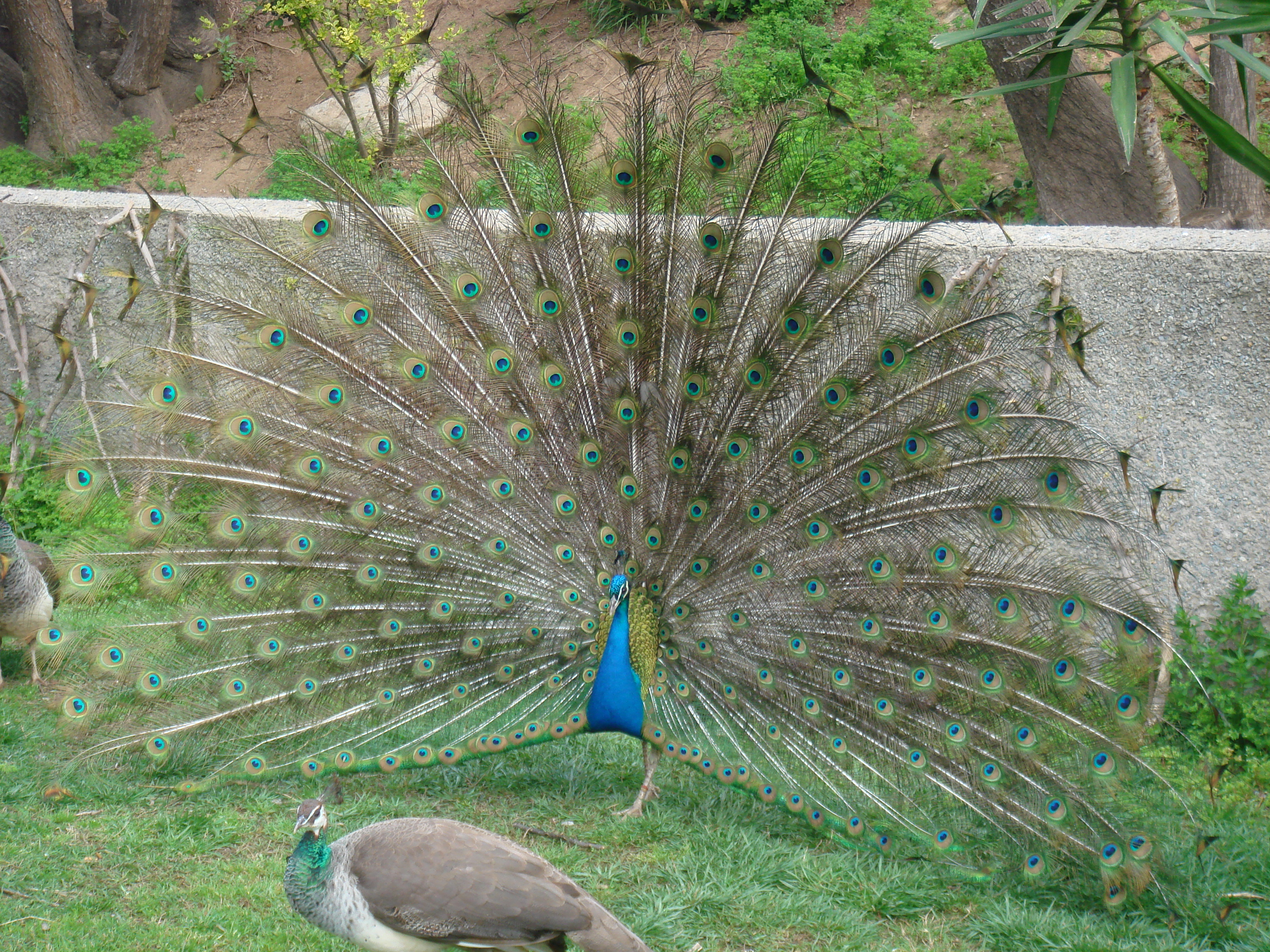

## Генетика

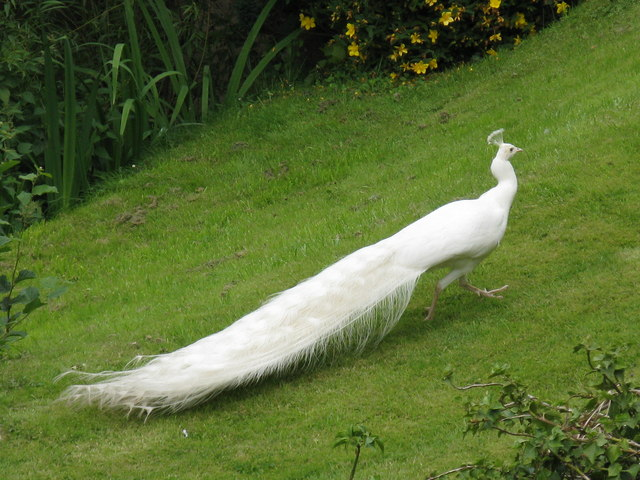
Белый павлин не является настоящей альбинотической формой

Кариотип: 76 хромосом (2n).
Мутации окраски оперения и разновидности обыкновенного павлина
- Белая (англ. white)[10]: одна из старейших, известна до 1823 года, не является альбинотической, обусловлена аутосомным доминантным аллелем W в гомозиготном состоянии[11]; дикая расцветка контролируется аллелем дикого типа w+ в этом же локусе[12].
- Черноплечая, или чернокрылая, или лакированная (black-shouldered[13], black-winged или japanned): известна в Европе приблизительно с 1823 года (по другим данным, ранее), в Америке — с 1830-х годов. Чарлз Дарвин в книге «Изменение домашних животных и культурных растений» (1883)[14] убедительно показал, что черноплечий павлин, считавшийся самостоятельным видом Р. nigripennis, является новой формой (то есть мутацией) обыкновенного павлина и не может рассматриваться в качестве отдельного вида. Этой же точки зрения придерживался Мечников[15]. Интересно, что одно из старых английских названий мутации, «japanned» («лакированный»), неправильно переводилось ранее на русский язык как «японский», на что справедливо указывали составители Энциклопедического словаря Брокгауза и Ефрона[16]. Эта меланотическая форма обусловлена аутосомным рецессивным геном bs[17].
- Пёстрая (pied)[18]: известна до 1823 года (по другим данным — приблизительно с 1823), обусловлена аутосомным рецессивным аллелем wpd[11] в гетерозиготном состоянии[19]; порядок доминирования аллелей в W-локусе — W > w+ > wpd.
- Тёмная пёстрая (dark pied): известна с 1967 года, обусловлена аутосомным рецессивным аллелем wpd в гомозиготном состоянии[11][19].
- Камея, или серебристая серовато-коричневая (cameo[20], или silver dun): обнаружена в США в 1967 году, обусловлена сцепленным с полом рецессивным геном ca[17][21].
- Камея черноплечая, или овсяная (cameo black-shouldered[22], или oaten[23]): обнаружена в США после 1967 года (в середине 1970-х годов), обусловлена взаимодействием двух генов — bs и ca[17].
- Белый глазок (white-eyed)[24]: обнаружена в США в конце 1970-х годов, обусловлена неполнодоминантным геном[25].
- Угольная (charcoal)[26]: обнаружена в США в 1982 году; самки, гомозиготные по этой мутации, несут неоплодотворённые яйца.
- Лавандовая (lavender): обнаружена в США в 1984 году.
- Бронзовая Буфорда (Buford bronze)[27]: обнаружена Буфордом Эбболтом (Buford Abbolt) в США в 1980-х годах.
- Пурпурная (purple)[28]: обнаружена в США в 1987 году, обусловлена сцепленным с полом рецессивным геном[29][30][31].
- Опаловая (opal)[32]: обнаружена в США в начале 1990-х годов.
- Персиковая (peach)[33]: обнаружена в США в начале 1990-х годов, обусловлена сцепленным с полом рецессивным геном[29][30][31].
- Серебристая пёстрая (silver pied)[34]: обнаружена в США в 1991—1992 годах, обусловлена взаимодействием трёх генов — W (белая), wpd (пёстрая) и «белый глазок».
- Полуночная (midnight)[35]: обнаружена в США в 1995 году.
- Желтовато-зелёная (jade)[36]: обнаружена в США в 1995 году.

Объединённая ассоциация по разведению павлинов (United Peafowl Association, США, 2005) официально различает:
- 10 основных окрасок оперения — дикий тип[38], белую[39], камею[40], угольную[41], пурпурную[42], бронзовую Буфорда[43], персиковую[33], опаловую[44], полуночную[45], желтовато-зелёную[36];
- пять вторичных расцветок, или паттернов, — дикий тип (полосатое крыло), черноплечую (сплошное крыло)[46], пёструю[47], белый глазок[48], серебристую пёструю[49];
- 20 возможных вариаций для каждой основной окраски, кроме белой;
- 185 разновидностей обыкновенного павлина, возникающих в результате различных комбинаций основных и вторичных расцветок.

Некоторые мутации обыкновенного павлина
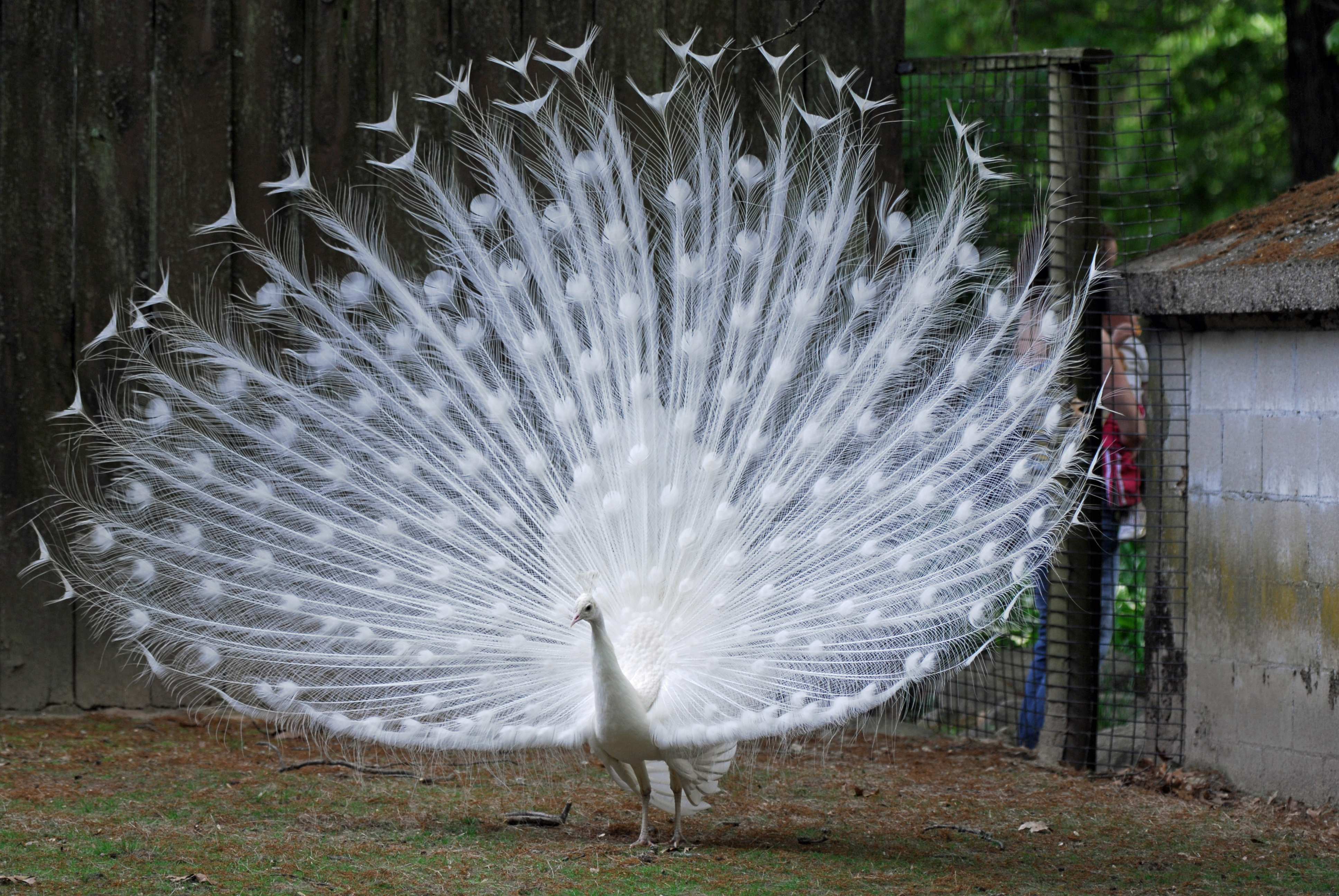
Белая окраска (самец)
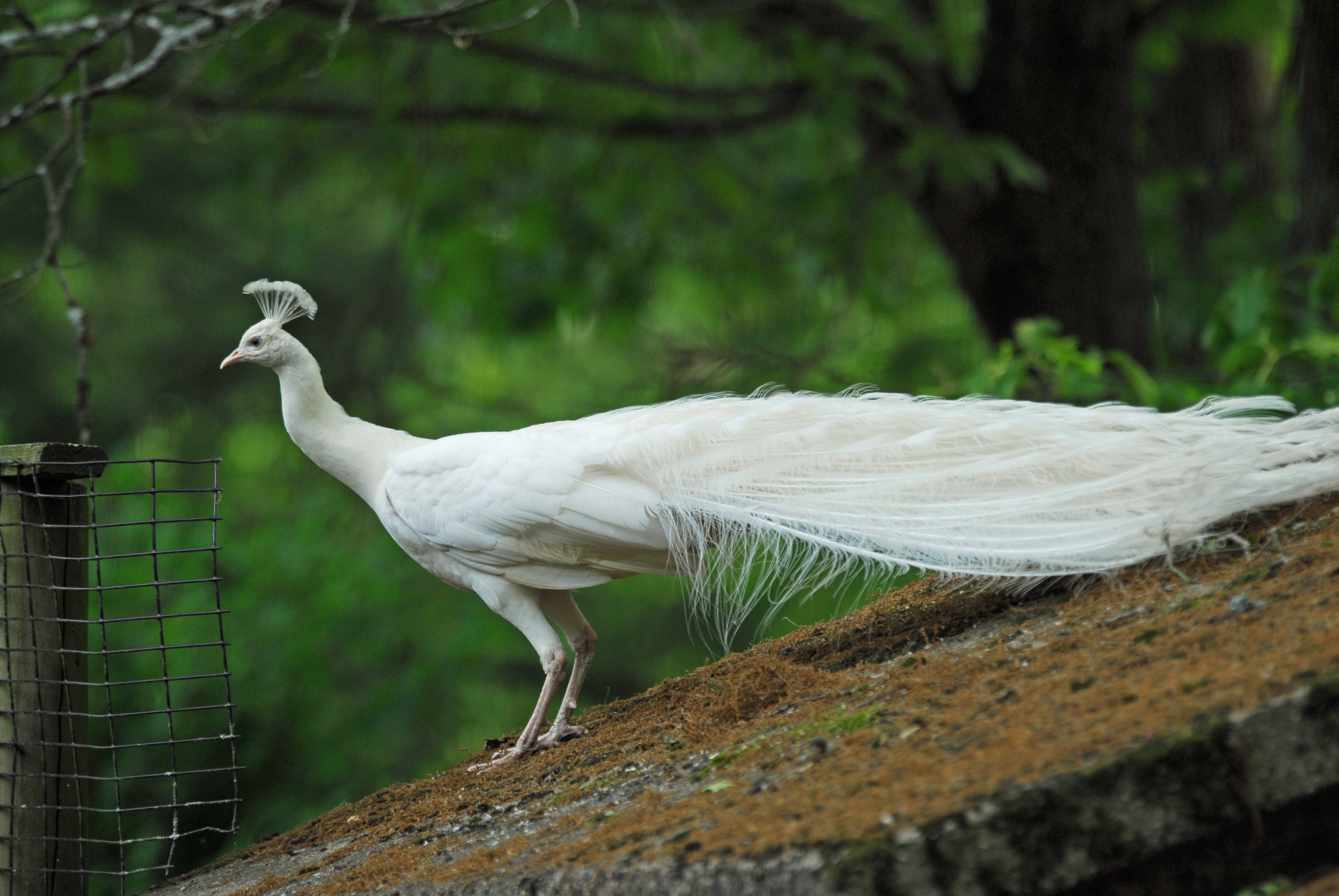
То же — со сложенным хвостом
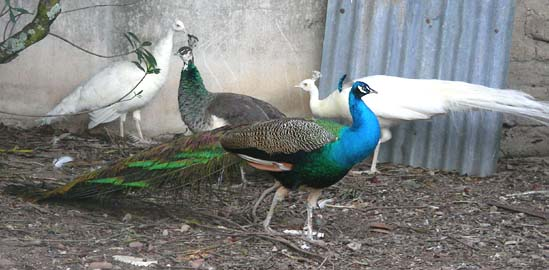
Пара белых и пара дикоокрашенных павлинов
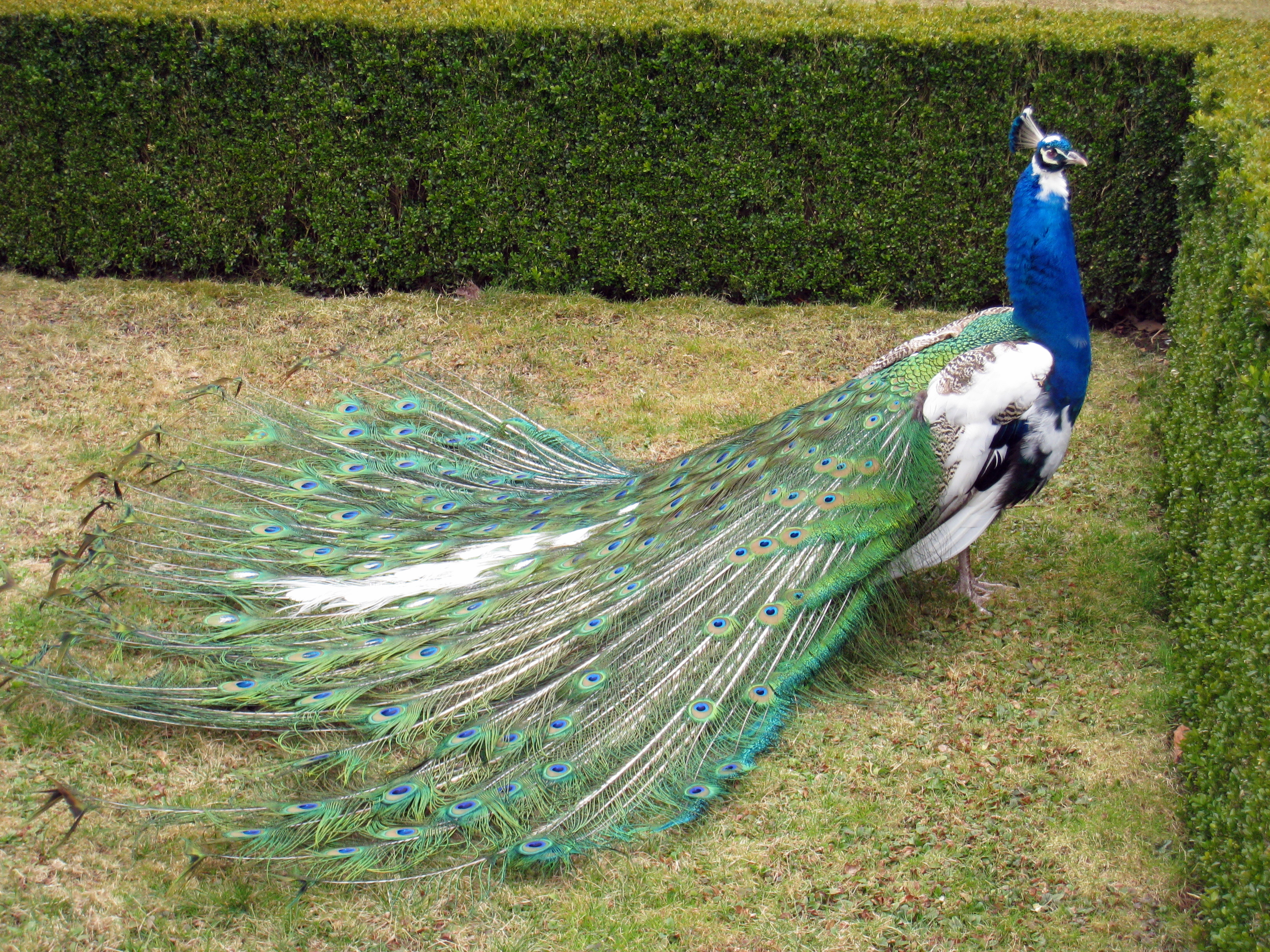
Пёстрый павлин
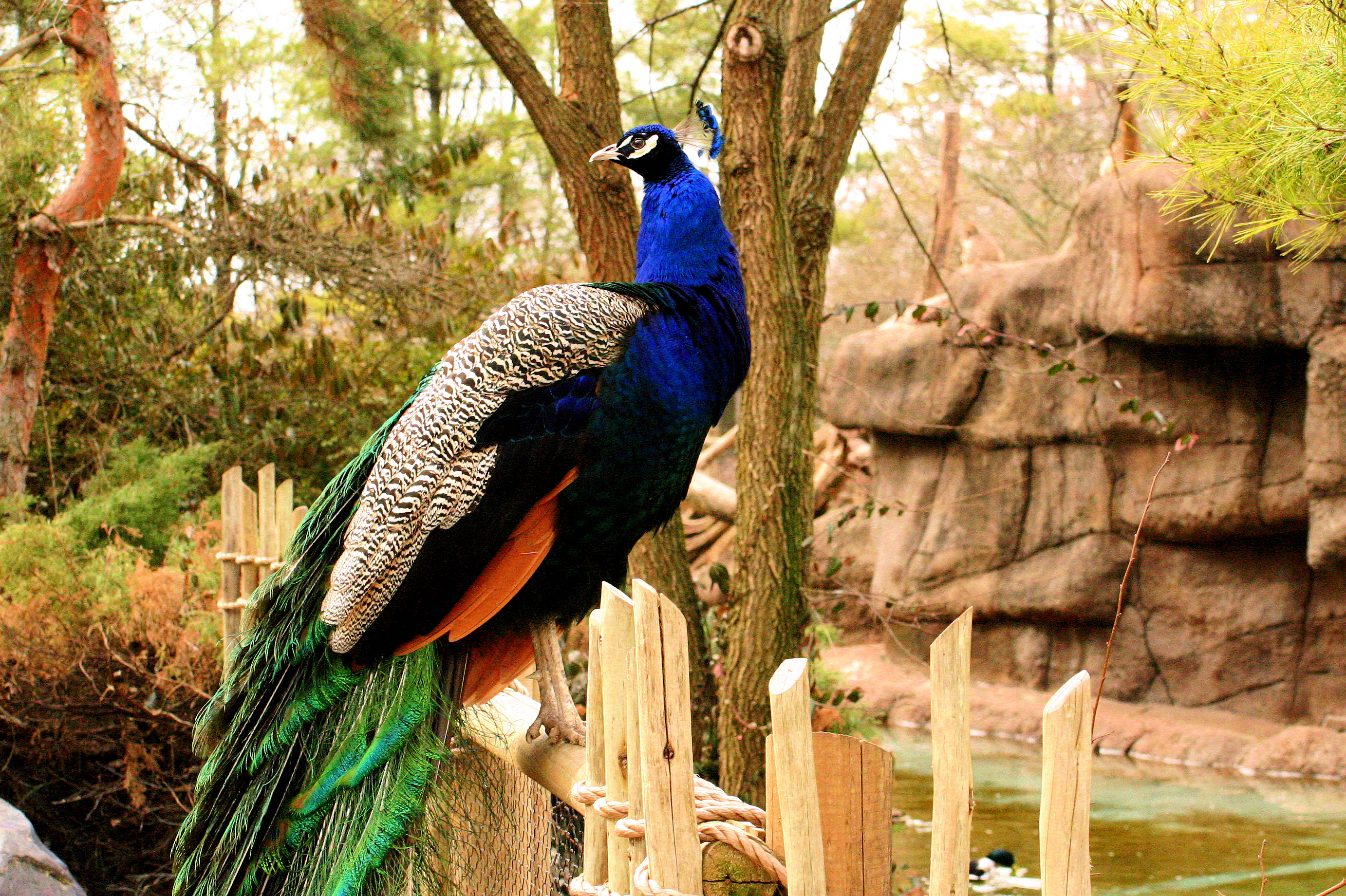
Черноплечий павлин

Молекулярная генетика
- Депонированные нуклеотидные последовательности в базе данных EntrezNucleotide, GenBank, NCBI, США: 2090 (по состоянию на 19 февраля 2015).
- Депонированные последовательности белков в базе данных EntrezProtein, GenBank, NCBI, США: 79 (по состоянию на 19 февраля 2015).
- Минисателлитные повторы (ДНК-фингерпринты): изучены в работах Hanotte et al. (1991, 1992)[50][51].
- Микросателлитные повторы: изучены в работе Hale et al. (2004)[52], в которой описано 19 полиморфных микросателлитных локусов.

Филогенетика
В результате частичного секвенирования одного из генов митохондриальной ДНК, 12S, было установлено, что обыкновенный павлин филогенетически расположен ближе к индейке (Meleagris gallopavo), чем к курице (Gallus gallus). Разработан диагностический молекулярный метод с использованием ПЦР и рестрикционных ферментов (PCR-RFLP), позволяющий безошибочно различать образцы ДНК этих трех видов птиц.